# Bail de rendement
Pour les articles homonymes, voir Bail.
 (août 2020).
Si vous disposez d'ouvrages ou d'articles de référence ou si vous connaissez des sites web de qualité traitant du thème abordé ici, merci de compléter l'article en donnant les références utiles à sa vérifiabilité et en les liant à la section « Notes et références ».
Le bail de rendement est un contrat de location par lequel un fabricant de biens d’équipement (fabricant bailleur) s’engage à mettre à la disposition d’un producteur (producteur preneur) un système de production industrielle pour un prix de location indexé sur une définition contractuelle du rendement du système de production.

## Explication
Un système de production se caractérise communément par le taux de rendement global (TRG). Celui-ci est généralisé et intégré dans les automates des systèmes de production. Il est ainsi rendu visible aux opérateurs de production qui pilotent le système. Ce TRG se compose de trois éléments mesurant la disponibilité du système, sa performance et la qualité de la production.
L’engagement contractuel du bail de rendement est indicé[Passage problématique] sur deux des trois composantes, la disponibilité et la qualité. La performance dépend de facteurs humains de production que le fabricant bailleur ne peut pas maîtriser et difficilement mesurables. Par conséquent la performance n’est pas définissable dans le contrat. 
Le bail de rendement est déterminé pour une durée de location pendant lequel le fabricant-bailleur maintient la disponibilité et la qualité de la production à un seuil défini. Le montant du bail pourra être pondéré à la baisse en cas de défaillance mesurée du système de production et pourra être pondéré à la hausse en cas de résultats de production meilleurs.
Le bail de rendement redéfinit la relation entre le fabricant et son client. Il assure un partage de compétences plus fort entre les deux parties et les fédère sur un objectif commun.

## Historique

### Situation industrielle
L’industrie traverse depuis le début du XXe siècle des phases successives de transformation. Depuis les années 1970, avec le développement de l’informatique, l’industrie est entrée dans une troisième révolution. Elle a pu mettre en œuvre des méthodes de productions modernes comme le juste-à-temps pour optimiser les stocks et les moyens de production. Plus récemment l’industrie évolue d’une production de masse à une production de plus en plus personnalisée. Preuve en est des configurateurs de véhicules, de la production de canettes de soda avec le prénom ou autres biens de consommation personnalisables. 
L’informatique, à l’origine de cette troisième révolution, a durant la même période, largement et rapidement évolué. Et le développement d’Internet apporte de nouvelles perspectives pour les industriels. C’est l’origine des projets d’internet des objets et d’industrie 4.0. La numérisation et la valorisation des données sont perçues comme l’opportunité clé pour réaliser une nouvelle transformation majeure. Elles sont aussi identifiées comme un risque principalement du fait de la vitesse de transformation et des incertitudes legislatives et économiques qui subsistent. La connectivité des systèmes de production à travers l’internet des objets industriels apporte une capacité nouvelle d’analyse, créatrice de valeur. Dans une récente étude, Accenture calculait le bénéfice de cette démarche à 14,2 trillion de dollars sur les 15 prochaines années pour les 20 pays développés ou émergents représentant ¾ de la production mondiale. Cela représente pour ces pays + 1,5 % de PIB.
Enfin les évolutions rapides de certains modèles commerciaux développent un nouveau comportement social qui tend à se généraliser. Par exemple, l’industrie de l’édition musicale a subi une mutation numérique importante. Selon le Syndicat National de l’édition phonographique  la part du marché physique est en décroissance de 11,5 % en 2013 contre une croissance du numérique de 6 %. En conséquence, l’adoption d’un modèle locatif contre la propriété physique du CD est en forte pénétration auprès des consommateurs de musique. Le même mouvement s’opère dans d’autres secteurs comme la presse, la vidéo et même l’automobile. Dans le logiciel de Gestion de la Relation Client, la part de marché du modèle de souscription (location annuelle) dépasse celle de la licence perpétuelle.
De cette troisième révolution, des développements informatiques récents et de l’évolution du comportement d’achat, l’industrie tente de reconstruire un nouveau modèle. Le bail de rendement s’appuie sur ces transformations pour proposer une nouvelle relation entre le fabricant-bailleur et le producteur-preneur. 

### Le fabricant bailleur
La motivation d’un fabricant à proposer le bail de rendement à ses clients est principalement liée à la volonté de proposer un service à forte valeur ajoutée et innovant. Ce service va au-delà des offres actuelles de garantie, de maintenance planifiée ou de support à distance. Il entend redéfinir la relation entre le fabricant et ses clients pour servir l’objectif de production. 
En renforçant le lien entre les deux parties, le bail de performance réduit grandement les risques d’intermédiation. Il engage le fabricant sur la qualité du service et lui assure la captation de la valeur de service.
Le système de production restant la propriété du fabricant, celui-ci est capable de gérer les pièces de rechange et les mises à jour. De plus il lui est plus facile de contrôler l’usage de consommables conformes aux spécifications du système. 
Sur un plan financier, le passage d’un modèle de vente d’équipements à un mode locatif est complexe. Il nécessite de prendre en compte l’effet d’immobilisation des équipements dans les comptes. Cette stratégie a un effet sur le compte de résultat de l’entreprise et devra faire l’objet d’une communication appropriée.

### Le producteur
Maintenir la cadence de production est un facteur déterminant de compétitivité. Avec des systèmes de plus en plus complexes, le producteur est de moins en moins capable d’intervenir directement lors de situations de défaillance. De plus il a souvent réduit au minimum les opérateurs qui pilotent et maintiennent la ligne de production. Il se repose donc assez directement sur son fournisseur, le fabricant. 
Le bail de rendement associe son fournisseur d’équipements à ses objectifs de production. Il se dote de facto d’un accès à un support qualifié. De plus le bail de rendement lui permet de maintenir le système de production dans l’état le plus performant.
L’investissement des producteurs en équipement pouvant déjà se réaliser par un crédit bail classique, le bail de rendement ne vient pas changer complètement la comptabilité de l’entreprise. Le bail de rendement intégrera en plus la dimension du service à valeur ajoutée. Il pourra éventuellement être perçu par les organismes financeurs comme une uberification de leur business.

## Description
Le bail de rendement est une transformation du modèle économique et de la relation entre un fabricant-bailleur et un producteur-preneur. Il définit de nouveaux principes de collaboration sur la base d’un accord d’un objectif de production.
Le fabricant construit une offre complète de service de mise à disposition d’un système de production et de son maintien pendant la durée du contrat aux conditions définies dans le bail.
Le producteur s’engage à utiliser le système conformément aux recommandations du fabricant.  Il accepte les conditions financières de variabilité du rendement du système de production.
Le bail de rendement s’établit sur la base de données mesurables que sont la disponibilité et la qualité. Ces données sont identifiées dans le système de production et mise à disposition des deux parties. La variabilité de ces deux composantes peut donner lieu à des ajustements de valeur du bail. En cas de rendement inférieur, le producteur verra son loyer ajusté en proportion contractuellement définie. À l’inverse en cas de rendement supérieur, le producteur devra s'acquitter d’un loyer majoré selon une formule contractuellement définie. Pour les deux parties le bail de rendement est financièrement prévisible et maîtrisable à partir du relevé des données de production.
L’enjeu pour le fabricant est de définir précisément la valeur du bail de rendement. Pour ce faire, il doit parfaitement maîtriser ses coûts de fonctionnement en support et connaître le coût de fonctionnement de ses équipements en condition opérationnelle. De plus il doit être capable de suivre en détail la performance de production et son alignement avec le contrat. Enfin il doit valoriser l’offre de bail de rendement dans une proposition globale intégrant matériel et service. La compétitivité de cette offre détermine son adoption par le marché.
Aujourd’hui[Quand ?], 56 % des investissements d’un producteur sont pour le remplacement et la modernisation des équipements. Le bail de rendement intègre ces investissements dans une seule offre, permettant au producteur de se concentrer sur le développement de son marché.

## Composantes

### Des moyens technologiques en constante évolution mais plus robustes
Pour permettre la mise en œuvre d’un bail de performance il est nécessaire de considérer la chaîne globale des données, son traitement et la restitution d’information pertinente pour le contexte de production. Cette chaîne des données est aujourd’hui technologiquement envisageable grâce aux avancées des senseurs, des réseaux, des stockages de données et de leurs traitements.
Les points de référence technologiques sont les suivants :
- Avec une prévision d’un nombre d’objets connectés de plus de 20 milliards en 2020, il est évident que le coût des senseurs est en forte décroissance
- L’accès au réseau internet est de plus en plus répandu
- Le stockage massif sécurisé sur le cloud est relativement accessible
- Les algorithmes de traitement et d’analyse des données Big Data sont en train d’émerger
- La coïncidence de maturité des technologies permet d’envisager le bail de performance de manière précis et fiable.

### Mesure du coût du maintien en condition opérationnelle
Pour être en mesure de proposer un bail de performance, un fabricant-bailleur doit connaître et maîtriser son équipement en usage. Pour cela il doit pouvoir assembler une vue complète du système de production. Pour ce faire, il faut pouvoir assembler des données de différentes natures et construire un modèle de calcul de performance et de coût.
Le VDMA , « vertritt den Maschinenbau und den Anlagenbau », organisation allemande a décrit un modèle de calcul du coût du système de production au cours de sa vie.  Le modèle décrit trois phases distinctes, la première est la vente et l’installation, la seconde la production et la troisième la valeur résiduelle et la revente.  L’ensemble des actions sur la machine effectuées par le producteur, une société de service tierce ou le fabricant sont utilisées.

### L’analyse des données des machines en usage
Le maintien en conditions opérationnelles à un coût optimum d’un système de production  nécessite de réduire les temps d’arrêt prévus et imprévus. Il s’agit donc de pouvoir anticiper une défaillance ou optimiser une séquence de maintenance. Les travaux sur la maintenance prévisionnelle permettent une première approche statistique. La plupart des déploiements de maintenance prévisionnelle sont basés sur une approche d’un livret de maintenance avec des dates particulières et des seuils, souvent en heure de production.
En récupérant les données des machines en usage, la maintenance prédictive peut passer d’un mode statistique estimé à un mode exhaustif mesuré. La précision du système est alors améliorée. De plus, l’analyse corrélée de plusieurs systèmes de production similaires apporte une connaissance nouvelle du comportement global. 
La démarche prescriptive consiste à combiner une analyse prévisionnelle exhaustive avec les recommandations d’action à faire pour éviter la défaillance. Cette démarche s’appuie sur l’identification de séquences répétées et contextuelles. Lors de l’entrée dans une séquence, le système est capable de fournir les recommandations pour atteindre le résultat positif voulu en fin de séquence.

### La boucle de retour sur la conception
La conception d’un nouveau produit peut intégrer des innovations de manière à optimiser la performance en service. Par exemple le produit peut intégrer de nouveaux capteurs de détection d’usure qui apporteront une précision à l’identification de défaillance.
Par ailleurs, la connaissance réelle de l’usage des produits remontée par les machines connectées permet d’affiner la définition du cahier des charges. Des innovations pertinentes peuvent alors être réalisées pour améliorer le produit.
Cette boucle de retour est appelée « servitization » en anglais. Elle se résume par le principe de Design pour du Service, explicité  par le professeur Andy Nelly de l’Université de Cambridge